# Kasnazānīya

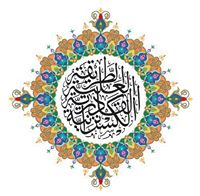
Kasnazāni-Orden Logo

Die ʿAliyya-Qādirīya-Kasnazanīya (arabisch: الطريقة العليّة القادريّة الكسنزانيّة, DMG aṭ-Ṭarīqa al-ʿAlīyyah al-Qādirīya al-Kasnazānīyah) ist ein Sufi-Orden mit Ursprung im Irak, der vornehmlich im Irak und Iran verbreitet ist, jedoch auch in westlichen Ländern wie Kanada und den Vereinigten Staaten vertreten ist. Der Hauptsitz des Ordens befindet sich in der Provinz Sulaimaniyya innerhalb der Autonomen Region Kurdistan im Irak.

## Geschichte
Die spirituelle Tradition der Kasnazanīya wird auf ʿAlī ibn Abī Tālib, einen zentralen Akteur des schiitischen Islams, sowie auf den Sufi-Meister ʿAbd al-Qādir al-Dschīlānī, den Gründer des Qādirīya-Ordens, zurückgeführt. Ein weiterer bedeutender Bezugspunkt ist Scheich ʿAbd al-Karīm Schah al-Kasnazān, dessen Titel „Schah al-Kasnazān“ als „Sultan des Verborgenen“ gedeutet wird. Die Lehren des Ordens konzentrieren sich auf mystische Praktiken und spirituelle Erleuchtung, wobei die Verbindung zu Gott und die innere Erkenntnis im Mittelpunkt stehen.

### Namensgebung
Der Name der Kasnazānīya leitet sich aus drei zentralen Bezugspunkten ab: Der Zusatz ʿAliyya verweist auf ʿAlī ibn Abī Tālib, während Qādirīya auf Scheich ʿAbd al-Qādir al-Dschīlānī zurückgeht. Der Begriff Kasnazānīya ist ein kurdisches Wort, das mit „dessen wahre Natur niemand kennt, لا يعلم حقيقته أحد“ übersetzt werden kann. Ursprünglich wurde dieser Begriff als Ehrentitel für Scheich ʿAbd al-Karīm, den Gründer des Ordens, verwendet. Der Titel entstand, nachdem sich Scheich ʿAbd al-Karīm vier Jahre lang in völliger Abgeschiedenheit in den Bergen von Qaradagh, nahe der Stadt Sulaimaniyya, zurückgezogen hatte. Während seiner Abwesenheit beantworteten die Menschen Fragen nach seinem Verbleib mit dem Wort „Kasnazān“. Nach seiner Rückkehr verbreitete sich der Name und wurde schließlich zur Bezeichnung des Ordens, den ʿAbd al-Karim sowie seine Söhne und Nachkommen weiterführten und prägten. Die Familie Kasnazān gehört dem Stamm der Barzandschī (as-Sadā al-Barzanjīya, السادة البرزنجية) an. Dessen Gründer, Scheich ʿIsa al-Barzandschī, war der erste Bewohner der Region Barzanǧa im Norden des Irak, die fortan den Namen der Familie trug.

### Hierarchische Struktur des Ordens
Die Kasnazanīya-Ordensstruktur ist streng hierarchisch organisiert. An der Spitze steht der Titel des „Scheichs des Ordens“, der die höchste Autorität innerhalb der Gemeinschaft darstellt. Diese Position wird derzeit von Scheich Nahro Muḥammad ʿAbd al-Karīm al-Kasnazān bekleidet, der nach dem Tod seines Vaters, Scheich Muḥammad ʿAbd al-Karīm, in dieses Amt eingesetzt wurde.
Unmittelbar nach dem Scheich folgt der „General-Stellvertreter“ (al-Wakīl al-ʿĀmm,الوكيل العام), der die zweite Führungsebene bildet und zentrale Verwaltungs- und Repräsentationsaufgaben innerhalb des Ordens übernimmt. Darauf folgt die Rangstufe des Kalifen. Kalifen sind Schüler (Murīden, مُريدين), die vom Scheich autorisiert wurden, eine Tekkia (eine spirituelle Versammlungsstätte für Dhikr und andere religiöse Praktiken) zu gründen und zu leiten.
Eine weitere bedeutende Position ist die des „Mentors“ (al-Muršid, المرشد). Die Mentoren nehmen eine aktive Rolle außerhalb der Tekkien (التكية) ein und widmen sich der spirituellen Anleitung und der Aufgabe, Menschen zu den Zentren des Ordens zu führen. Sie fungieren als Bindeglied zwischen der Ordensgemeinschaft und der breiteren Gesellschaft, indem sie die Lehren des Ordens verbreiten und neue Mitglieder einführen.

### Praktiken
Die Anhänger der Kasnazānīya praktizieren Rituale und Zeremonien, die außergewöhnliche spirituelle Fähigkeiten (Karāmāt, كرامات) demonstrieren sollen. Zu diesen Praktiken gehören unter anderem das Essen von Glas, das Ertragen von Schlangenbissen sowie das Durchdringen verschiedener Körperpartien mit scharfen Gegenständen wie Stangen oder Schwertern. Die durchbohrten Körperbereiche umfassen die Wangen, die Zunge, den Mundboden, die Arme, die Brustmuskulatur und den Bauch.
Die Anhänger betrachten diese Handlungen als lebendige Fortsetzung der Wunder des Propheten Muhammad. Sie sollen den Beweis für die Existenz Gottes erbringen, seine Einzigkeit bestätigen und irregeleitete oder zweifelnde Menschen zur Erkenntnis des Glaubens führen. Darüber hinaus verstehen sie diese Rituale als eine Manifestation göttlicher Offenbarung und sichtbarer göttlicher Präsenz.
Kritiker hingegen bewerten diese Praktiken als parapsychologische Phänomene. Die Scheichs des Ordens betonen, dass die Erlaubnis zur Durchführung dieser Rituale ausschließlich dem Ziel dient, Menschen den Weg zur Wahrheit zu weisen. Sie verbieten es ausdrücklich, solche Fähigkeiten aus Gründen des Prahlens oder zur persönlichen Selbstdarstellung einzusetzen. Vielmehr sollen sie ausschließlich als Werkzeug zur spirituellen Anleitung genutzt werden.
Nach Ansicht der Ordensführer geschehen diese Phänomene durch die spirituelle Kraft der Scheichs, die auch darüber entscheiden, in welchen Situationen diese Rituale notwendig sind, insbesondere bei ihrer Anwesenheit. In Abwesenheit der Scheichs liegt die Entscheidung über den Einsatz dieser Praktiken bei den Schülern (Murīden, مُريدين). Diese sollen beurteilen, ob die Demonstration solcher Fähigkeiten die Wirkung der spirituellen Anleitung verstärken kann. Ist dies der Fall, wird die Durchführung dieser Rituale als verpflichtend angesehen.
Zusätzlich zu diesen außergewöhnlichen Praktiken haben die Anhänger der Kasnazanīya ihre eigenen Gebete (Awrād, أَوْراد) und spezifische Dhikr-Bewegungen, die für diesen Orden charakteristisch sind. Diese Übungen dienen der Läuterung der Seele, dem inneren Kampf gegen die eigenen Schwächen und dem Streben nach der Erkenntnis der göttlichen Wahrheit (al-ḥaqq, الحق), des erhabenen Gottes.
Aktuell hat der amtierende Scheich des Ordens, Scheich Schams ad-Dīn Muḥammad Nahro, die öffentliche Demonstration außergewöhnlicher Fähigkeiten (Karāmāt, كرامات) untersagt. Die Begründung dafür lautet, dass jede Epoche ihre eigenen Methoden der spirituellen Anleitung erfordert. In der gegenwärtigen Zeit sei es angemessener, Menschen durch freundliche Worte und wohlwollende Ermahnungen zu erreichen, anstatt außergewöhnliche Phänomene zu zeigen. Die Betonung liegt heute darauf, den Weg zur Wahrheit durch Güte und Weisheit zu weisen.

### Die Praxis der spirituellen Zurückziehung (Chalwa)
In der Kasnazānīya-Tradition bezeichnet die Chalwa eine Phase des spirituellen Alleinseins, in die ein Schüler (Murīd) mit ausdrücklicher Erlaubnis seines Scheichs eintritt. Während dieser Zeit widmet sich der Schüler vollständig dem Gedenken Gottes und der inneren Einkehr. Die Praxis beruht auf dem Qudsi-Hadith: „Ich bin der Gefährte dessen, der meiner gedenkt“ (Ana dschalīsu man dhakarani), was den spirituellen Kern des Alleinseins betont.
Die Erlaubnis des Scheichs ist von zentraler Bedeutung, da nach der Überzeugung des Ordens das Eintreten in die Chalwa ohne dessen Zustimmung und Anleitung als gefährlich gilt. Es wird angenommen, dass der Teufel versuchen könnte, den Schüler während dieser spirituellen Abgeschiedenheit in die Irre zu führen. Der Scheich fungiert als geistiger Begleiter und schützt den Schüler, indem er ihn leitet, korrigiert und warnt, falls er abgelenkt wird oder in Versuchung gerät.

### Die spezielle Praxis des Alleinseins (Chalwa Chāṣṣa)
Das spezielle Alleinsein (Chalwa Chāṣṣa, الخلوة الخاصة) ist eine spirituelle Praxis, die auf die Empfehlung eines bedeutenden Scheichs des Ordens, Scheich Ismail al-Wilyani, zurückgeht. Nach den Überzeugungen der Kasnazānīya dient diese besondere Khalwa der Läuterung der Seele und der spirituellen Weiterentwicklung der Schüler (Murīden, مريدين). Die Teilnahme an dieser Praxis ist optional und wird von den Schülern freiwillig gewählt.
Das Chalwa Chāṣṣa erstreckt sich über einen Zeitraum von 120 Tagen, die in drei Phasen zu jeweils 40 Tagen unterteilt sind. Die Struktur dieser Praxis ähnelt der des gewöhnlichen Alleinseins, insbesondere hinsichtlich der Einteilung von Nahrungsaufnahme und Gebeten. Jedoch beinhaltet das spezielle Alleinsein zusätzliche Gebetsformeln (Awrād, أَوْراد), die die spirituelle Erfahrung und Hingabe der Teilnehmer vertiefen sollen.

### Die Scheichs des Ordens

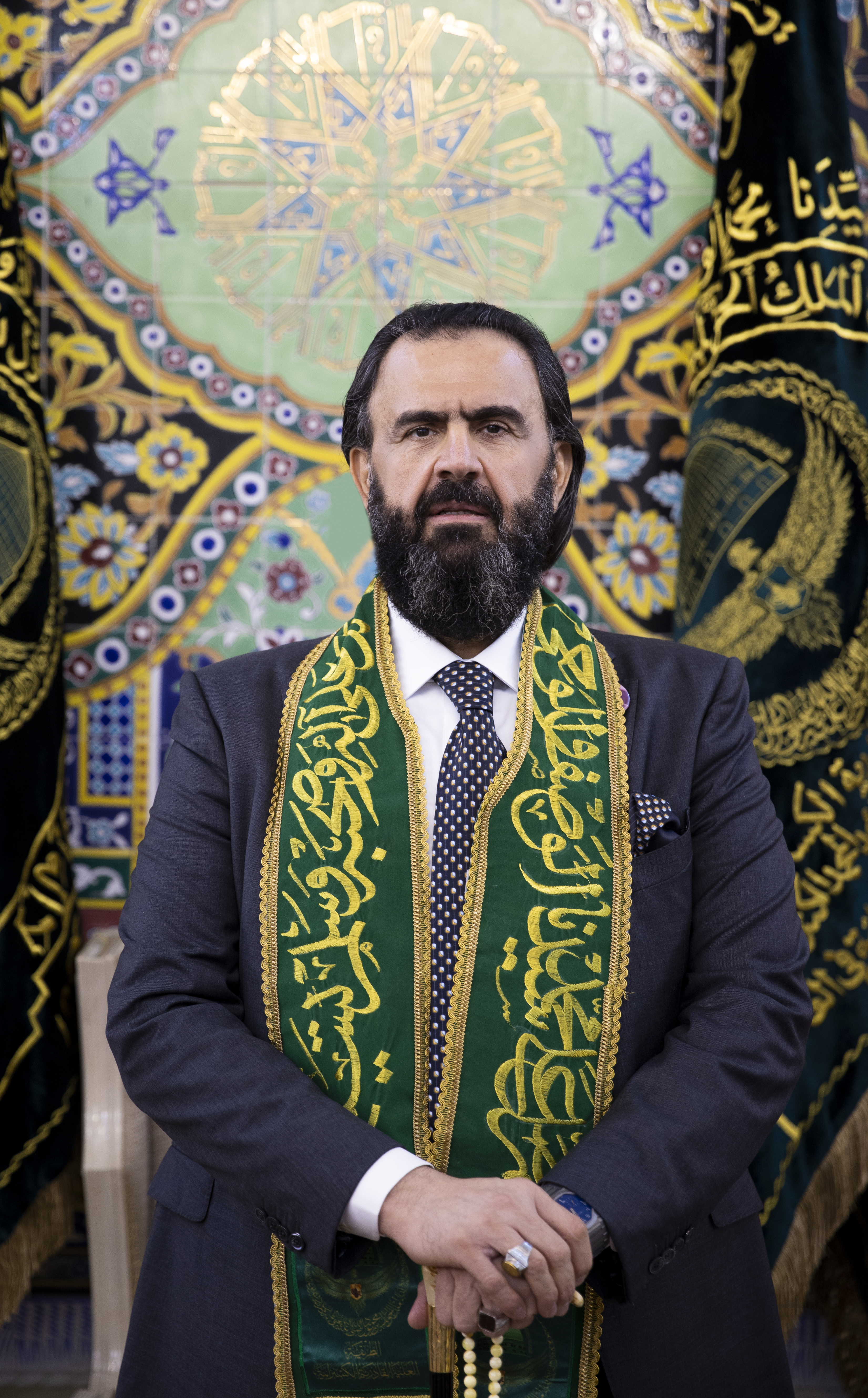
Shams ad-Dīn Muḥammad Nahro al-Kasnazān

Nach den Überzeugungen der Kasnazānīya-Anhänger wurde diese spirituelle Methode direkt dem Propheten Muhammad offenbart und von ihm an Imam ʿAlī ibn Abī Tālib weitergegeben. Diese Weitergabe basiert auf Hadithen wie „Jeder, dessen Herr ich bin, der hat auch ʿAlī zum Herrn“ (man kuntu maulā-hu fa-ʿAlī maulā-hu).
Der Orden wird durch zwei spirituelle Überlieferungslinien, die als Flügel der Kette bezeichnet werden, weitergegeben:
| Nr. | Der erste Flügel: Die „Goldene Kette“ |
| --- | ------------------------------------- |
| 1   | ʿAlī ibn Abī Tālib                    |
| 2   | Al-Husain ibn ʿAlī                    |
| 3   | ʿAlī ibn Husain Zain al-ʿĀbidīn       |
| 4   | Muhammad al-Bāqir                     |
| 5   | Dschaʿfar as-Sādiq                    |
| 6   | Mūsā al-Kāzim                         |
| 7   | ʿAlī ibn Mūsā ar-Ridā                 |
| 8   | Maʿruf al-Karchi                      |

| Nr. | Der zweite Flügel                                              |
| --- | -------------------------------------------------------------- |
| 1   | Al-Hasan al-Basrī                                              |
| 2   | Ḥabīb al-ʿAdschami                                             |
| 3   | Dawud aṭ-Ṭaʾi                                                  |
| 4   | Maʿrūf al-Karchi                                               |
| 5   | Sari as-Saqati                                                 |
| 6   | al-Dschunayd al-Baghdadi                                       |
| 7   | Abū Bakr asch-Schibli                                          |
| 8   | ʿAbd al-Wahid al-Yamani                                        |
| 9   | Abu al-Faraj aṭ-Ṭarsusi                                        |
| 10  | ʿAli al-Hakkari                                                |
| 11  | Abū Saʿīd al-Maǧzumi                                           |
| 12  | ʿAbd al-Qādir al-Dschīlānī                                     |
| 13  | ʿAbd al-Razzaq al-Dschīlānī                                    |
| 14  | Dawud aṯ-Ṯani                                                  |
| 15  | Muḥammad Ġarīb aṯ-Ṯani                                         |
| 16  | ʿAbd al-Fattah as-Sayyah                                       |
| 17  | Muḥammad Qasim                                                 |
| 18  | Muḥammad Ṣadiq                                                 |
| 19  | Husain al-Baṣraʾi                                              |
| 20  | Ahmad al-Ahsai                                                 |
| 21  | Ismail al-Wilyani                                              |
| 22  | Muḥyi ad-Dīn Kirkuk                                            |
| 23  | ʿAbd aṣ-Ṣamad Kula Zarda                                       |
| 24  | Ḥusain Qazan Qaya                                              |
| 25  | ʿAbd al-Qadir Qazan Qaya                                       |
| 26  | ʿAbd al-Karīm Schah al-Kasnazān                                |
| 27  | Ḥusain al-Kasnazān                                             |
| 28  | ʿAbd al-Karīm al-Kasnazān                                      |
| 29  | Muhammad ʿAbd al-Karīm al-Kasnazān                             |
| 30  | Shams ad-Dīn Muḥammad Nahro al-Kasnazān (4. Juli 2020 - Heute) |